# Zhuantang, Zhejiang
Zhuantang är en köpinghuvudort i Kina. Den ligger i provinsen Zhejiang, i den östra delen av landet, omkring 13 kilometer sydväst om provinshuvudstaden Hangzhou. Antalet invånare är 71 034. Befolkningen består av 35 546 kvinnor och 35 488 män. Barn under 15 år utgör 10,0 %, vuxna 15-64 år 82 %, och äldre över 65 år 7,0 %.
Runt Zhuantang är det tätbefolkat, med 881 invånare per kvadratkilometer. Närmaste större samhälle är Hangzhou, 16,6 km nordost om Zhuantang. 
Genomsnittlig årsnederbörd är 1 869 millimeter. Den regnigaste månaden är juni, med i genomsnitt 328 mm nederbörd, och den torraste är november, med 74 mm nederbörd.